# Mary, Princess Royal og grevinde af Harewood
Mary, Princess Royal og grevinde af Harewood (25. april 1897 i York Cottage ved Sandringham House – 28. marts 1965 i  Harewood House i West Yorkshire) var et medlem af det britiske kongehus. Hun var datter af Mary af Teck og kong Georg 5. af Storbritannien. Hun var søster til kongerne Edward 8. af Storbritannien og Georg 6. af Storbritannien. Hun var også faster til dronning Elizabeth 2. af Storbritannien. 

## Tidlige liv
Prinsesse Mary blev født den 25. april 1897 på York Cottage ved Sandringham House i Norfolk, England. Hun var den tredje barn af hertugen og hertuginden af York, de senere kong Georg 5. og dronning Mary af Storbritannien.

## Ægteskab og børn
Prinsesse Mary af Storbritannien giftede sig med Henry Lascelles i 1922. Dengang havde han titel som vicegreve Lascelles. I 1929 blev han den 6. jarl af Harewood. Parret fik to sønner:
- George Lascelles (1923–2011), der blev der 7. jarl af Harewood
- Den ærede Gerald David Lascelles (1924–1998).

## Titler
Prinsesse Marys ældste faster var Louise, Princess Royal og hertuginde af Fife (1867–1931). Efter prinsesse Louises død var titlen som Princess Royal ledig, og prinsesse Mary fik tildelt titlen den 1. januar 1932. 
Livet igennem havde prinsesse Mary følgende titler: 
- 1897 – 1898: Hendes Højhed prinsesse Mary af York
- 1898 –  januar 1901: Hendes Kongelige Højhed (HKH) prinsesse Mary af York
- januar – november 1901: HKH prinsesse Mary af Cornwall og York
- november 1901 – 1910: HKH prinsesse Mary af Wales
- 1910 – 1922: HKH prinsessen (The Princess) Mary
- 1922 – 1929: HKH prinsessen (The Princess) Mary, vicegrevinde Lascelles
- 1929 – 1. januar 1932: HKH prinsessen (The Princess) Mary, grevinde af Harewood
- 1. januar 1932 – 1965: HKH The Princess Royal.

På trods af sine vekslende titler underskrev hun sig altid som Mary.